# 馬會道

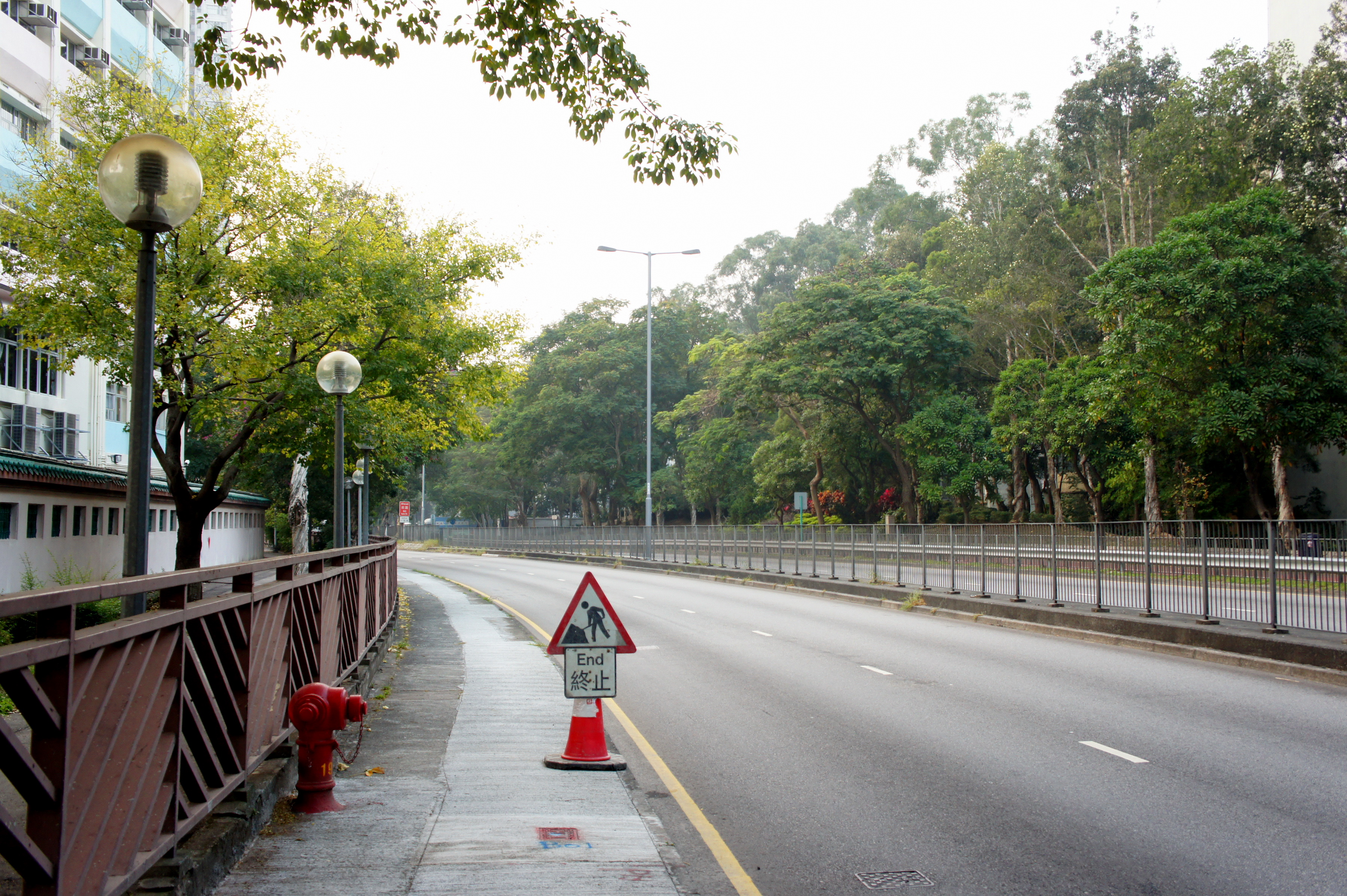
馬會道，左方為粉嶺官立小學

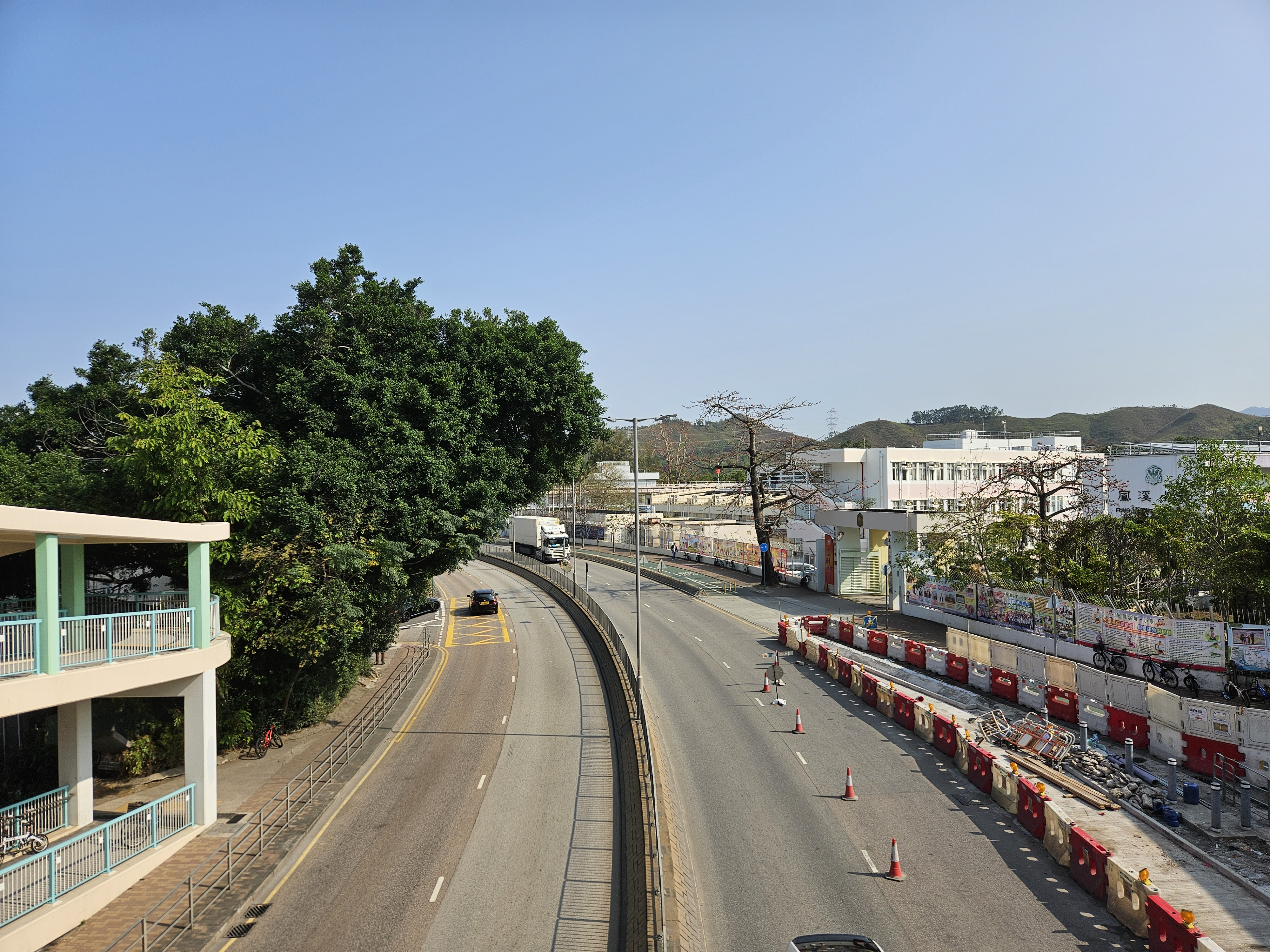
馬會道，右方為鳳溪幼稚園

22°29′56″N 114°08′13″E / 22.4990059°N 114.1368824°E
馬會道（英語：Jockey Club Road）是香港新界北區粉嶺及上水新市鎮內的一條區域幹路。此路呈東西走向，西起上水梧桐河，接連文錦渡路；東至粉嶺和合石，接連百和路。除接連文錦渡路的一段，全線皆為四線雙程分隔道路。

## 特色
此道路東段是由粉嶺南住宅區，前往粉嶺北聯和墟最直接的道路，而又接近安樂村工業區及粉嶺站；西段則接近石湖墟，以及連絡文錦渡邊境，所以這兩段的使用率都不低。而中段則仍舊保留著一條圍村：粉嶺圍，環境較接近鄉郊，相比東西兩段較為幽靜。

## 歷史
馬會道於修築時的編號為D1（此編號亦包括文錦渡路），命名「馬會道」是爲了紀念香港賽馬會於1950年代爲上水居民捐建石湖墟賽馬會診所，該診所曾為上水唯一的公共醫療設施。最初，此道路的東西兩面盡頭分別為粉嶺圍及上水新豐路，後來馬會道才延長至現時與文錦渡路及百和路連接。東面延長路段原為部分的大埔公路粉嶺段，而東端的和合石交匯處部份亦大幅改建，該路段至今仍維持著早年仍屬於大埔公路時期所訂下的時速70公里車速限制。
1997年香港主權移交期間中國人民解放軍駐香港部隊進駐香港途中經過馬會道南下，沿途亦有大批民衆冒雨夾道歡迎。

## 沿路景點
- 廖萬石堂
- 粉嶺圍
- 回歸紀念園

## 交匯街道
附近村落無名連接路不包括在內。
| 西行                          | 東行   |
| ----------------------------- | ------ |
| 西接文錦渡路                  |        |
| 寶運路                        |        |
|                               | 天平路 |
| 迴旋處 寶石湖路               |        |
| 新豐路                        |        |
| 符興街                        |        |
| 龍琛路                        |        |
| 智明街                        | 天平里 |
| 掃管埔路、馬適路              |        |
| 靈山路                        |        |
| 璧峰路                        |        |
| 迴旋處 沙頭角公路 － 龍躍頭段 |        |
| 新運路、樂業路                |        |
| 粉嶺公路南行連接路（9號幹線） |        |
| 東接百和路                    |        |

## 主要建築物及公共屋邨

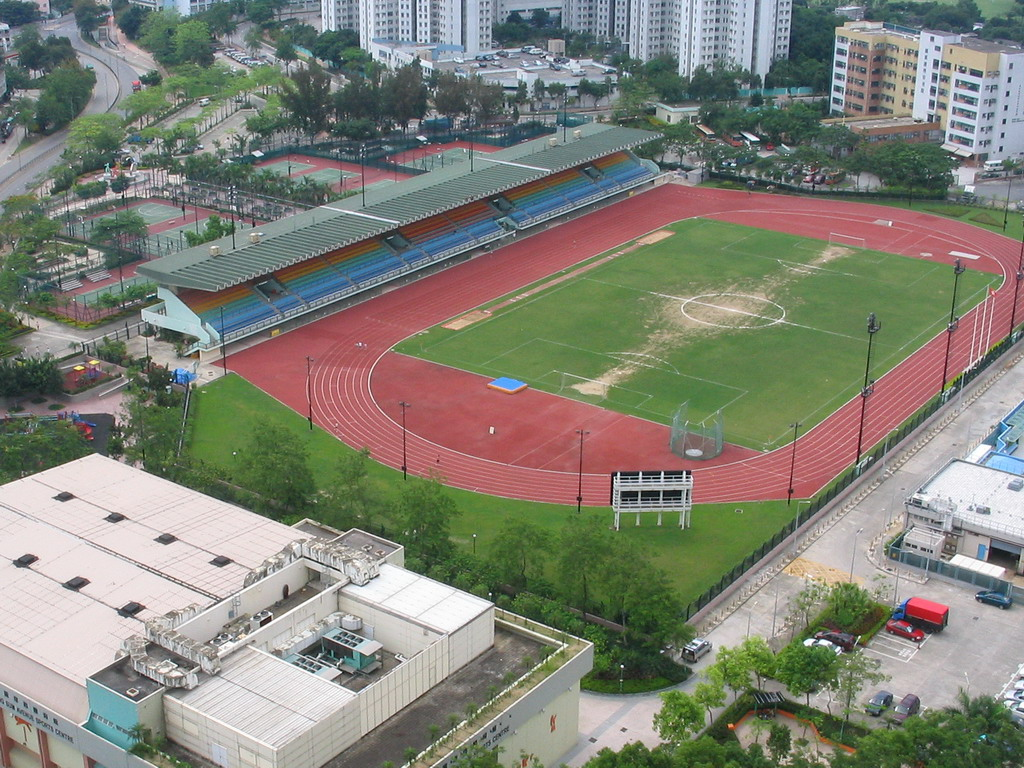
北區運動場

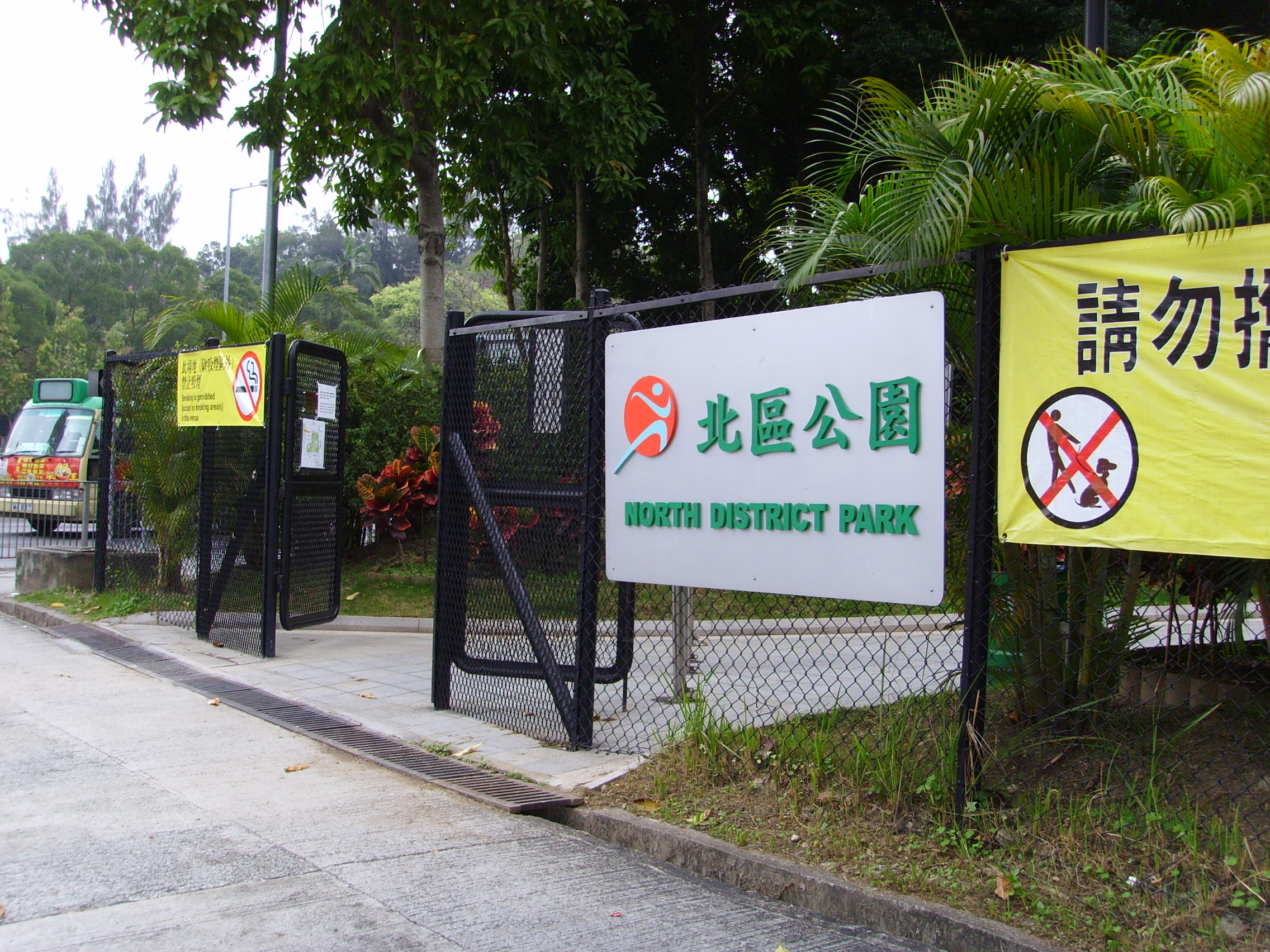
北區公園

- 鳳溪第一中學
- 鳳溪第一小學

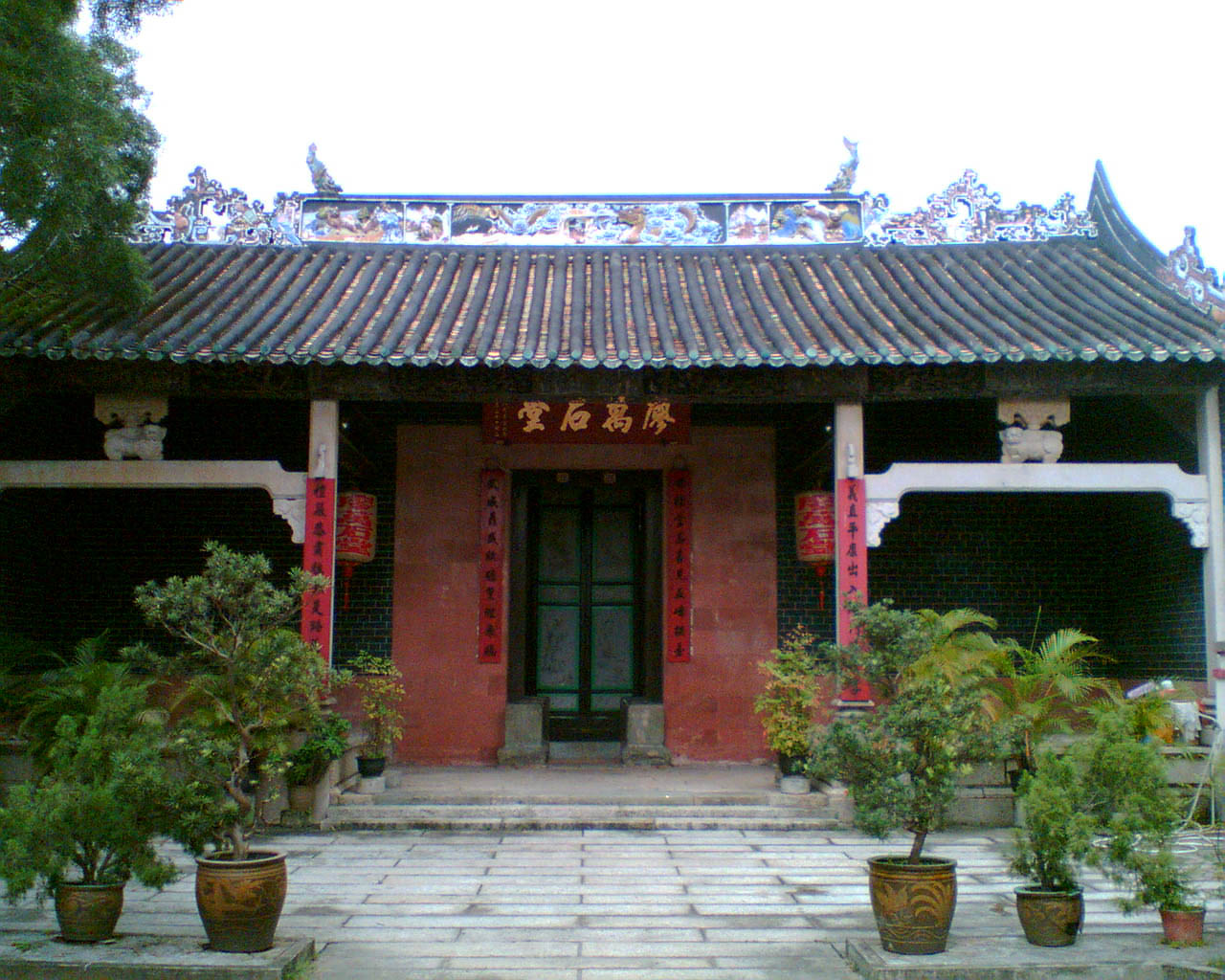
廖萬石堂
- 鳳溪廖萬石堂中學
- 北區運動場
- 李志達紀念學校
- 石湖墟賽馬會診所
- 龍琛路體育館
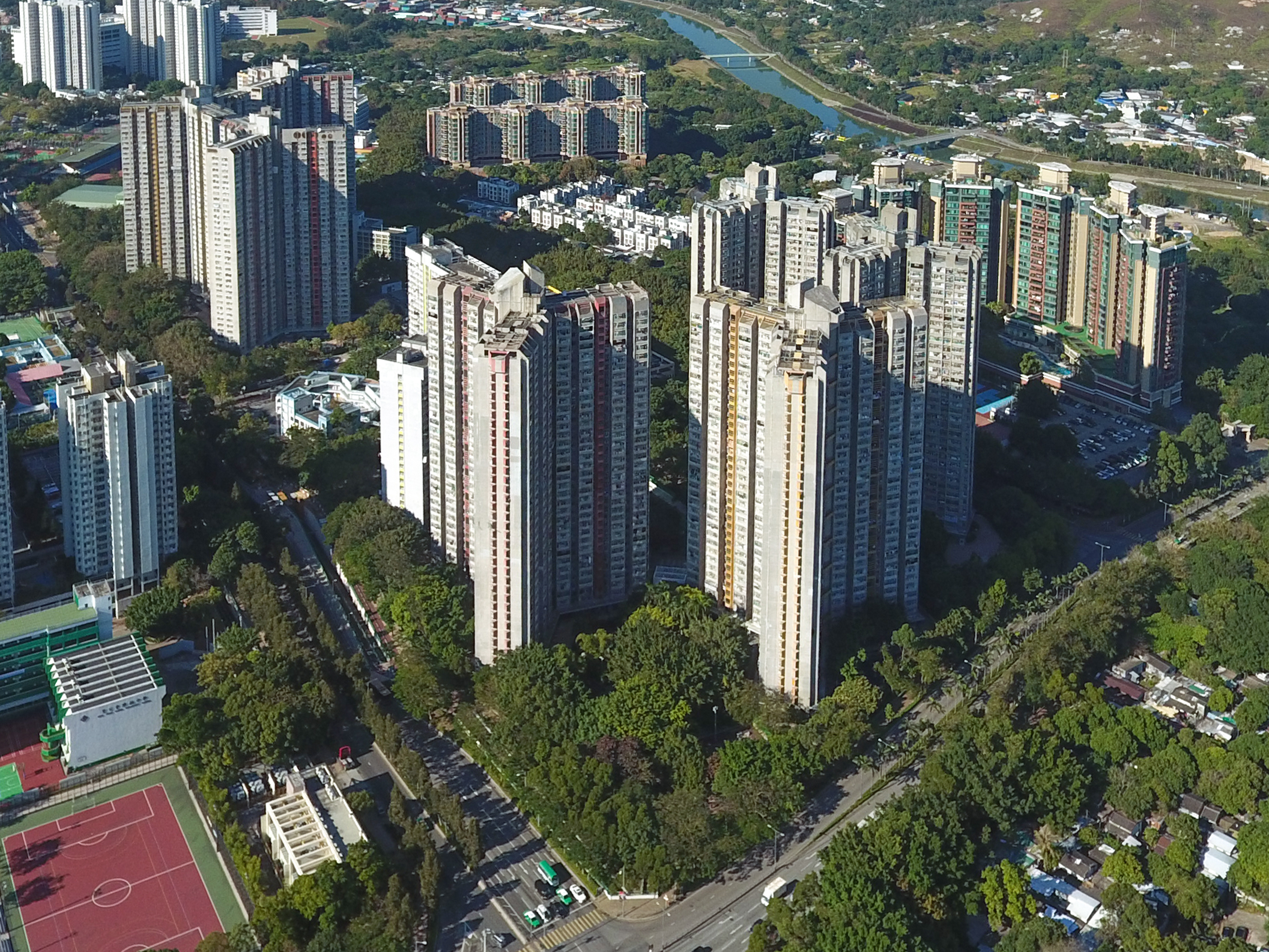
天平邨
- 上水東莞學校
- 育賢學校
- 北區公園
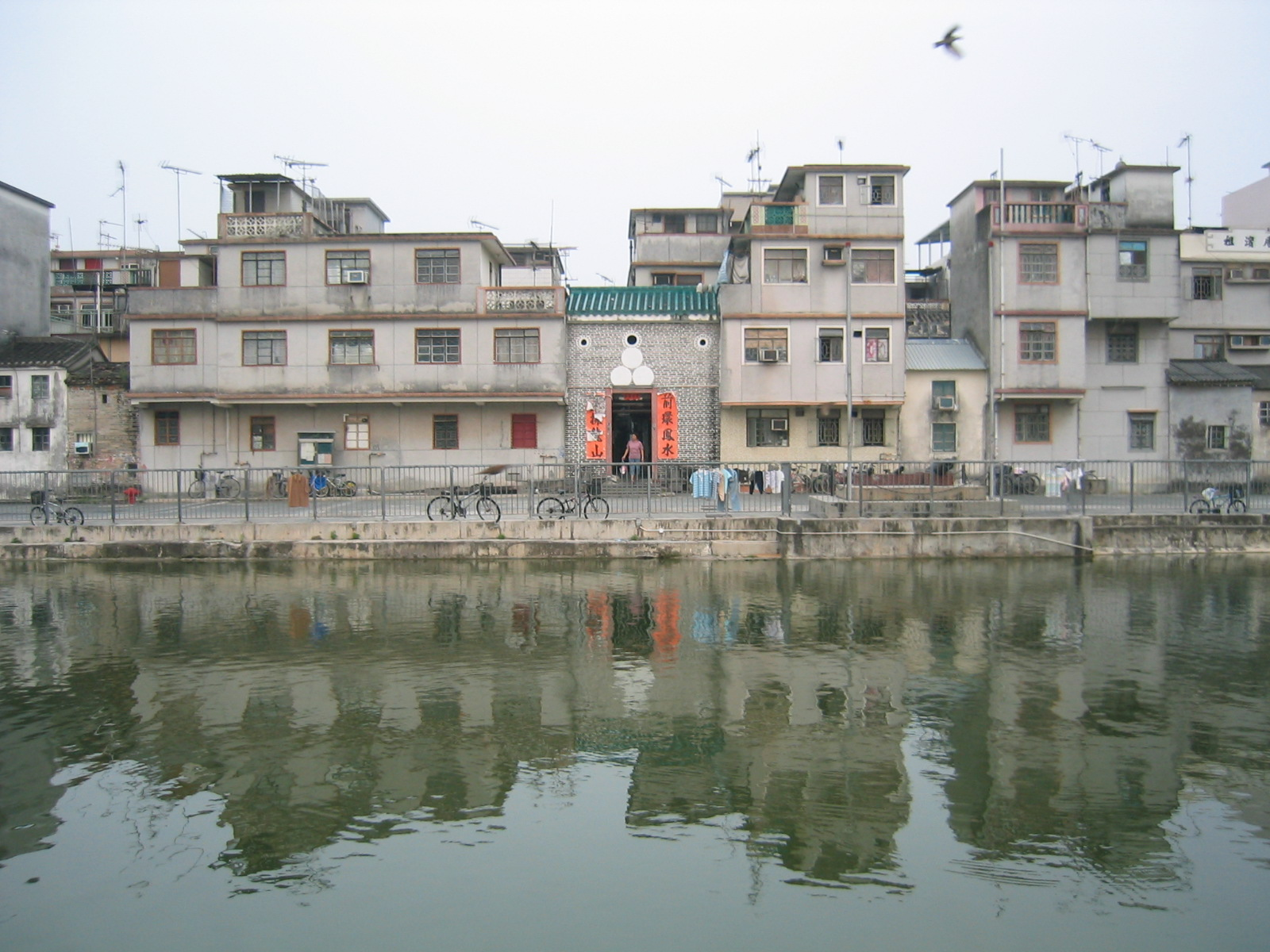
粉嶺圍
- 基督教香港信義會心誠中學
- 粉嶺健康中心
- 前粉嶺裁判法院
- 上水分區警署
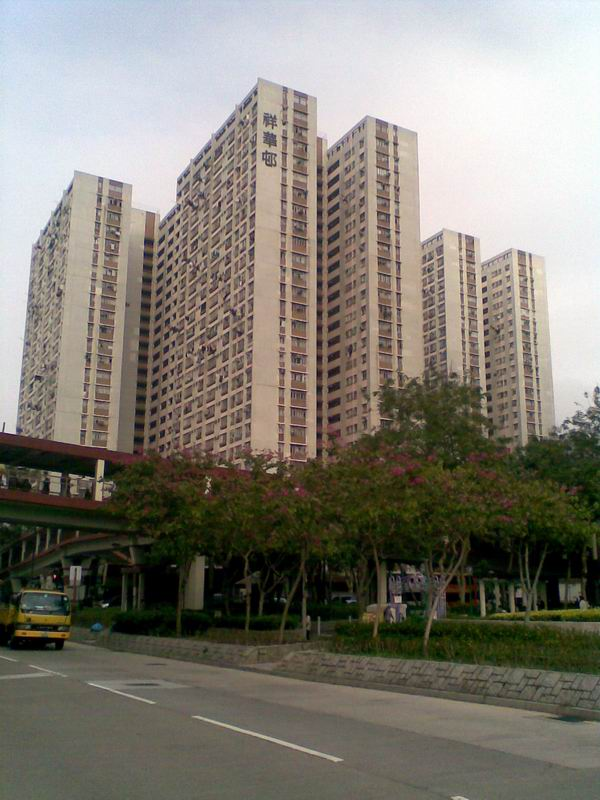
祥華邨
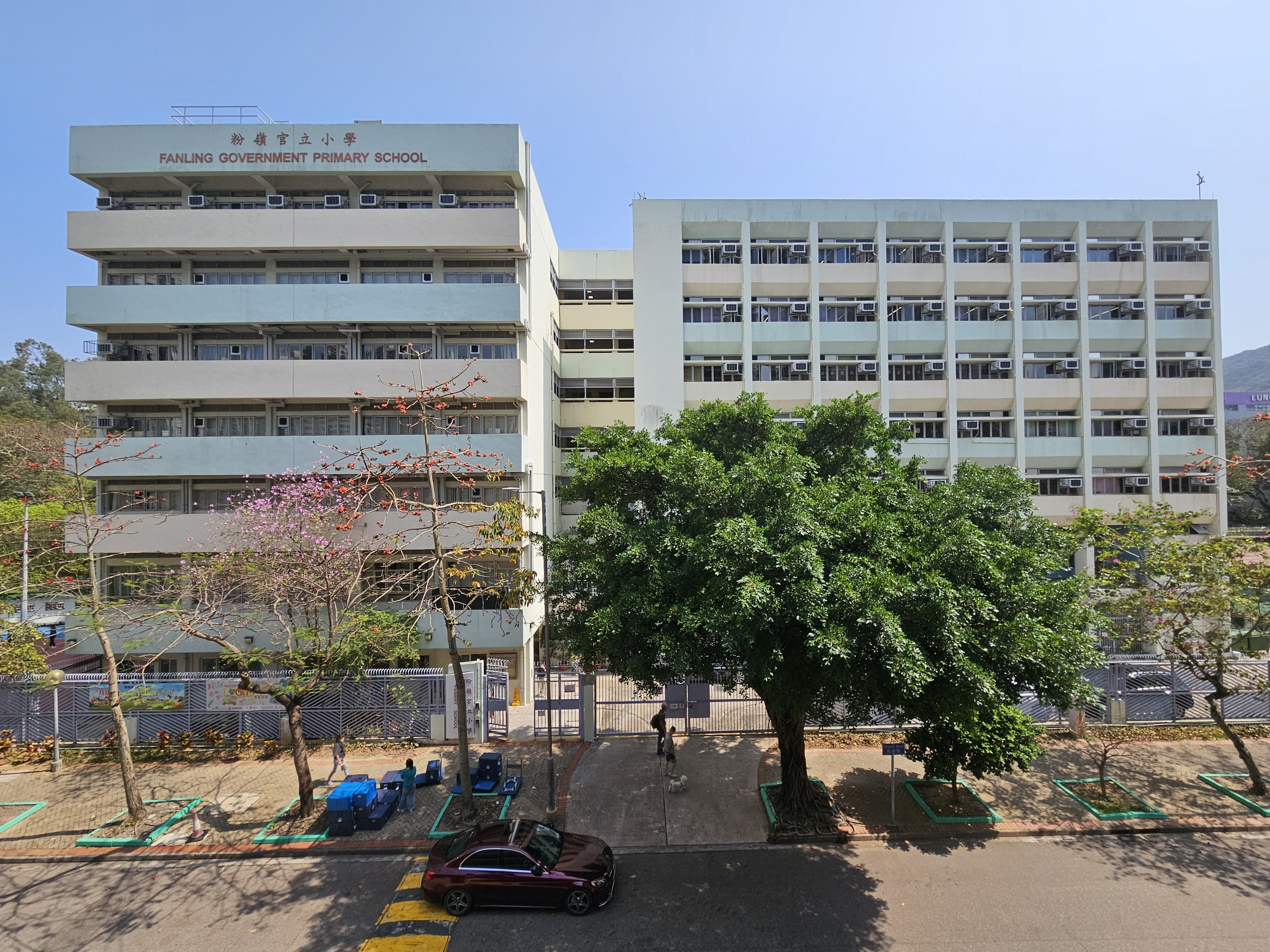
粉嶺官立小學
- 粉嶺康樂公園

- 廖萬石堂
- 天平邨
- 粉嶺圍
- 祥華邨
- 粉嶺官立小學

## 外部連結
- 馬會道地圖